# ألفرد بيج
ألفرد بيج (بالإنجليزية: Alfred Page)‏ هو سياسي أسترالي، ولد في 26 ديسمبر 1843، وتوفي في 3 نوفمبر 1911.